# Hüttenrode
Hüttenrode ist ein Ortsteil der Stadt Blankenburg (Harz) im Landkreis Harz in Sachsen-Anhalt.

## Geografische Lage

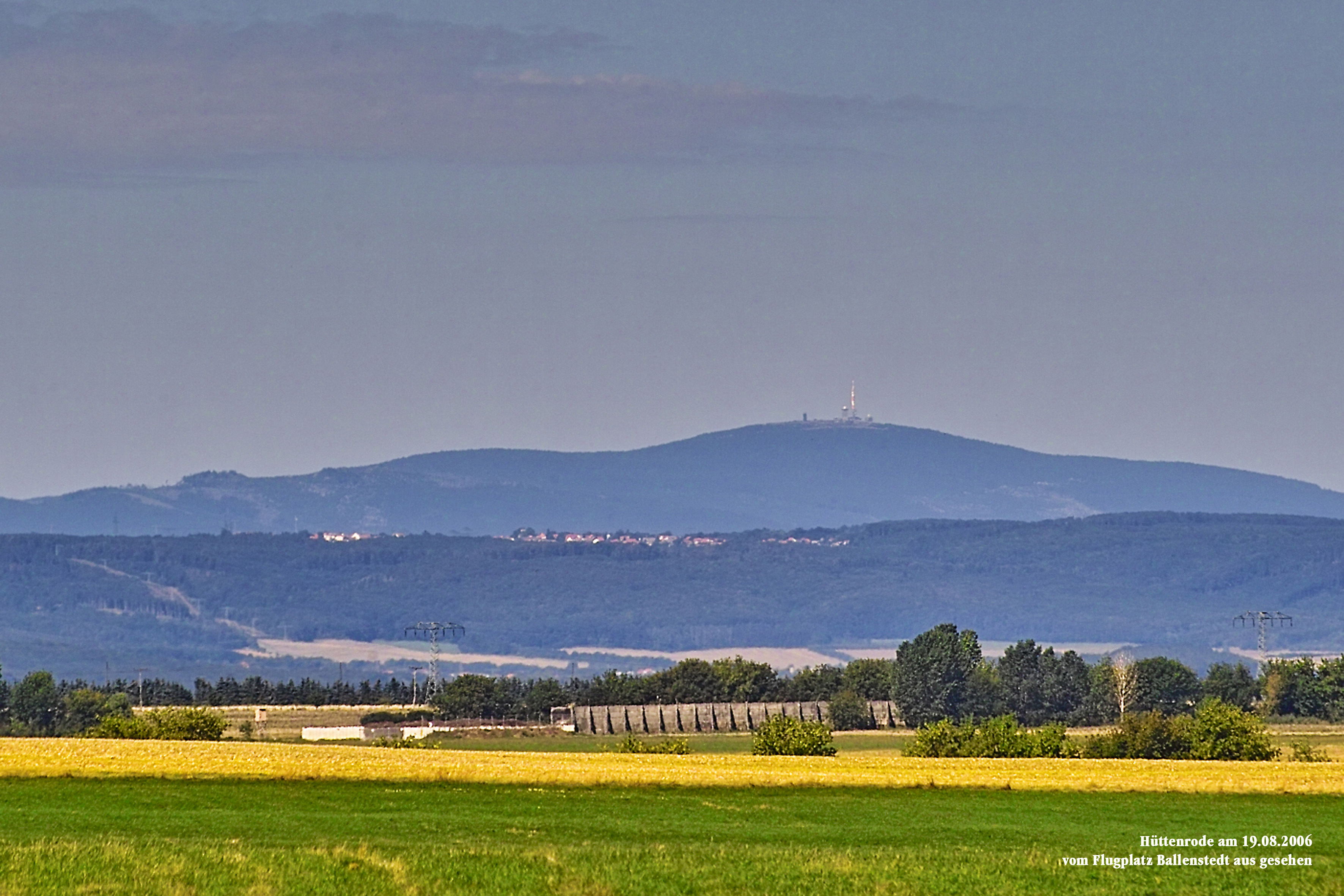
Lage Hüttenrodes (mittlere Ebene), vom Verkehrslandeplatz Ballenstedt (EDCB) aus in Richtung Brocken gesehen.

Hüttenrode liegt, von Mischwald und Weideflächen umrahmt, auf der mittleren nordrandnahen Hochfläche des vulkanitreichen Neuwerker Sattels im Elbingeröder Komplex des Bruchschollengebirges Harz, dem Westwind von der nahen Nordsee her nahezu ungeschützt an mehr als 300 Tagen im Jahr ausgesetzt.
Durch Hüttenrode führt die von Blankenburg kommende Bundesstraße 27, von der vom Ortsausgang in Richtung Rübeland die Landesstraße L 94 abzweigt, die den Ort mit der Bundesstraße 81 bei Almsfeld verbindet. Bis kurz nach der Jahrtausendwende hatte der Ort auch eine Bahnstation an der Rübelandbahn, die für den Transport von Erzen, Kalk, Zement und Holz seit 1885 von großer Bedeutung war. Öffentlich angebunden ist Hüttenrode heute nur noch über einen regelmäßigen Busverkehr.

## Geschichte
Die Ersterwähnung von Hüttenrode kommt in zirka 1035 als Hiddinrode in einer Überlieferung des Todes Bischof Hermann von Bremen. Aus dem Lateinischen übersetzt; Er starb im Episkopat von Halverstedensi, während er sich auf seinem Anwesen in Hiddinrode aufhielt.
Eine spätere Erwähnung kommt am 22. Juli 1133, als Bischof Otto von Halberstadt dem Stift St. Johann in Halberstadt dreieinhalb Hufen in Halberstadt und vier Hufen in Hiddenroht (ursprünglich: Hindenroht) schenkte, die sein Vorgänger, Bischof Reinhard, vom Pfalzgrafen Friedrich von Sommerschenburg erworben hatte.
Eine Besiedlung seit mindestens dem 4. Jahrhundert ist nicht unwahrscheinlich, da Bergbau auf Eisenerz wegen der vielen Funde von Verhüttungsschlacken aus Rennfeuern aus dem 2. bis 4. Jahrhundert des typischen Roteisenerzes aus dem Elbingeröder Komplex im Mittelharz betrieben wurde.
Im Jahr 1277 erwähnt eine Reinstein’sche Urkunde für Hüttenrode den Inhaber des Guts Hesselinus de Hiddenroth. Es muss davon ausgegangen werden, dass ein anderer Teil der Bewohner sich aufgrund der kargen, steinreichen Böden weitgehend mit Viehzucht auf dem Gut beschäftigt hat. Nach Pastor Stübner (1791) sollen die ersten Siedler Schwaben gewesen sein, wonach wahrscheinlich auch ein Stollen im Braunesumpf-Revier benannt worden ist.
In den Raub- und Feldzügen des 14. Jahrhunderts dürfte Hüttenrode betroffen gewesen sein, worüber allerdings keine Informationen vorliegen. Während andere, in der Nähe liegende Dorfschaften wie Dovenrode (Totenrode), Ewingerode, Hordeshusen, Ricbertingerode, Albrechtsfeld und Hordeshusen zugrunde gingen, ist überliefert, dass die Bewohner der angeführten Siedlungen nach Hüttenrode zogen. Die Wüstwerdung dieser Dörfer ist im Wesentlichen auf die Pest-Pandemie in der Mitte des 14. Jahrhunderts (Schwarzer Tod) und die vielen Fehden zurückzuführen. In dieser Zeit gab es im Ort nachweislich zwei adlige Güter; 1448 wird Hiddenrode in einem gräflichen Teilungsrezess erwähnt. Der Ort musste damals Lebensmittel in die gräfliche Küche nach Blankenburg (Harz) liefern. Einige Jahre vorher, 1442, wurde eine Steuer in Höhe von 2½ Mark erwähnt, die aus Hüttenrode gezahlt werden musste. Im Jahr 1469 wurde ein Sühnetermin zwischen streitenden Parteien im Dorfe gehalten. Für das Jahr 1451 ist durch eine kirchliche Urkunde der Stadt Wernigerode etwas über die kirchliche Zugehörigkeit von Hüttenrode zu erfahren. Die Zeit der Bauernaufstände ging nahezu spurlos am Ort vorüber, obwohl in dieser Zeit Allrode, Kloster Michaelstein und Kloster Walkenried verwüstet wurden. Das lag sicher wegen der Bergbaugeschichte auch an der damaligen Zuwegung; der Ort war damals nahezu vollständig von Wald umschlossen und von Blankenburg aus nur über die alte, in 2 km Entfernung vorbeiführende und durch den Wald führende Heerstraße nach Elbingerode erreichbar.
Der Dreißigjährige Krieg traf auch Hüttenrode schwer. Die Bewohner flüchteten in die Wälder. Viele Gebäude im Ort waren verwüstet und verfallen. Die Gutsgebäude waren, wie auch die Felder, bis auf den Grund verwüstet. Die Bergwerke verfielen, und die Bevölkerung litt große Not. Steuern kamen nicht mehr ein. Dazu kam die Pest, die auch hier viele Opfer forderte. Am 4. Juli 1626 wurde eine Abteilung Wallenstein’scher Soldaten, wahrscheinlich waren es Kroaten, nach Hüttenrode geschickt, um dort Heu zu requirieren. Diese Abteilung kam aber in Hüttenrode nicht an – und auch nicht nach Blankenburg zurück. Erst nach langer Zeit wurden ihre Leichen allesamt in den „Eisenkuhlen“ (40 m tiefer Erztagebau) gefunden. Nachforschungen über die Täter blieben erfolglos. Mehr und mehr griff man zur Selbsthilfe: Man verbarrikadierte Hohlwege, warf Schützengräben auf, um heranrückenden Truppen den Weg zu versperren, und wahrscheinlich war auch ein großer Zulauf zu den Harzschützen zu verzeichnen.
Nach Kriegsende normalisierte sich das Leben ab ca. 1650 wieder, allerdings unter strengen Verfügungen aus Blankenburg und Wolfenbüttel: Die Einrichtung einer ständigen Pfarrstelle, Unterrichtspflicht für Kinder im Lesen, Schreiben, Christenlehre, Gottesfurcht u. a. und die Selbstversorgung der Einwohner waren oberstes Gebot. Auch Aktivitäten im Schieferabbau sind zu verzeichnen, die etwa 300 Jahre anhielten. Um 1690 sollen etwa 500 Menschen in Hüttenrode gelebt haben. Im Jahr 1707 wurde die Grafschaft Blankenburg zum selbständigen Reichsfürstentum, und Herzog Ludwig Rudolf aus Wolfenbüttel setzte entscheidende wirtschaftliche Maßnahmen durch. Unter ihm erlebte das kleine Fürstentum seine glanzvollste Zeit. Vorwiegend der Bergbau finanzierte die aufwändige Hofhaltung, weil im Rahmen der Rohstoffsuche beinah jede Kleinstlagerstätte ausgebeutet wurde. Gruben wurden vom Talgrund her durch Stollen angefahren, Schießpulver wurde eingesetzt, der Abtransport erfolgte zunehmend auf Gleisen – diese und viele andere Maßnahmen steigerten die Einnahmen. In Hüttenrode wurde 1702 ein neues Schulhaus errichtet, im April 1704 gab es einen kalten Blitzeinschlag in den Kirchturm, 1711 einen Gemeindebäcker und 1717 zwei Gasthöfe, 1749 wurde der Kirchenneubau mit Orgel fertiggestellt und 1800 gab es 743 Einwohner. Im Zusammenhang mit dem Kirchenneubau erscheint erstmals das Wort „Kalkbrennen“. Es kann davon ausgegangen werden, dass aufgrund der reichhaltigen Kalksteinvorkommen in der Umgebung die Herstellung von Baukalk ab dieser Zeit einen großen Aufschwung nahm.
Eine schlimme Zeit erlebte Hüttenrode auch 1806, als nach der Schlacht bei Jena und Auerstedt fliehende Truppenteile der preußischen Armee, die auch über den Harz zogen, von den Franzosen verfolgt wurden. Haus für Haus wurde geplündert, auch aus der Kirche gingen wertvolle Gegenstände verloren. Die Niederlage Preußens machte den Weg frei für weitgreifende Reformen im Kirchen-, Gemeinde- und Gewerberecht sowie im Agrar-, Militär- und Bildungswesen. Diese trugen dazu bei, dass Preußen 1813 in der Lage war, gegen Napoleon zu kämpfen und nach dem Wiener Kongress 1815 zu einer Großmacht zu werden. Trotz allem war der Niedergang des Berg- und Hüttenwesens aufgrund der völlig veralteten Produktionsprozesse nicht aufzuhalten, viele Gruben mussten schließen. Dennoch wurde in Hüttenrode 1857 das Schulhaus erweitert und 1883 eine Wasserleitung für die nun knapp 1300 Einwohner in Betrieb genommen.

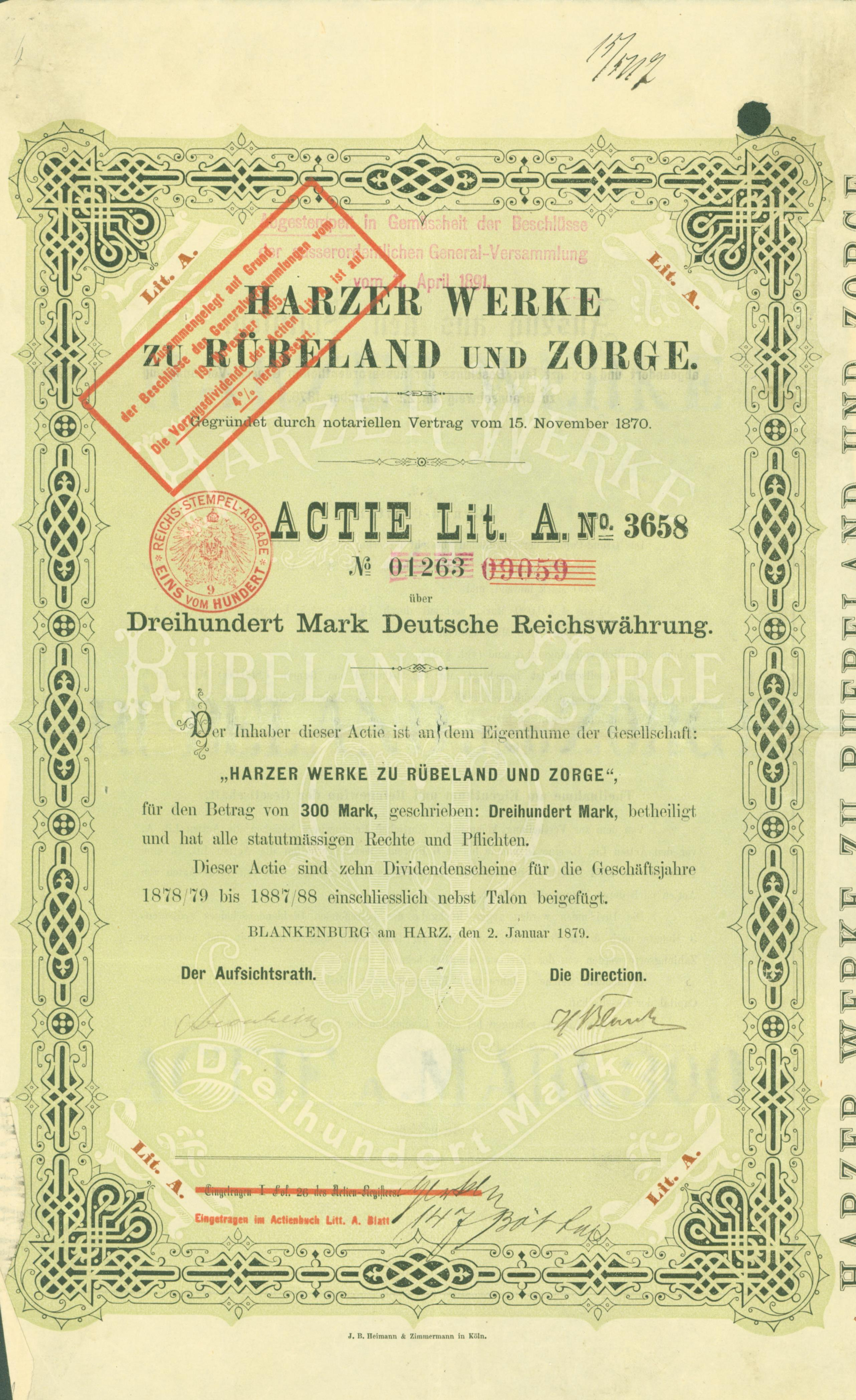
Aktie über 300 Mark der Harzer Werke zu Rübeland und Zorge vom 2. Januar 1879

Mit dem Verkauf aller Berg- und Hüttenaktivitäten des Herzogshauses an die Kölner Bankgruppe Elzbacher begann 1869 ein starker Aufschwung des Eisenerzbergbaus. Die Bankgruppe Elzbacher fasste alle Aktivitäten in der neugegründeten AG Harzer Werke zu Rübeland und Zorge zusammen. Das 1873 in Betrieb gegangene Hochofenwerk in Blankenburg machte den Bau einer Erzstufen- / Schurrenbahn aus dem Hüttenröder Revier erforderlich. Nachdem 1873 Blankenburg einen Eisenbahnanschluss an die Halberstadt-Blankenburger Eisenbahn bekommen hatte, erreichte 1885 auch die Harzbahn als vollspurige Bahn Hüttenrode und machte Hüttenrode später (bis etwa 1990) zu einem der wichtigsten Umschlagsplätze für Erze, Kalk, Zement, Holz, Koks und Kohle im Ostharz. Der Bau der Rübelandbahn als innovative Infrastrukturmaßnahme sorgte für die rasante Entwicklung der Kalkindustrie entlang dieser Trasse bis Königshütte. In und um Hüttenrode wurden 1895 und 1906 spezielle Etagen- bzw. Ringöfen errichtet, viele Einwohner fanden in dieser Kalkindustrie Beschäftigung, hier herrschte Arbeitskräftemangel. Auch als ab 1893 viele Schmelzöfen in den Nachbarorten stillgelegt wurden und der Bergbau nahezu zum Erliegen kam, nahmen die Kalkwerke viel freigesetztes Personal aus dem Bergbau auf. Dennoch beförderte ab 1906 die kaiserliche Flottenrüstung und später der Erste Weltkrieg den wieder aufgenommenen Bergbau. Die Erzgewinnung stieg schnell auf über das Dreifache und endete erst mit der Stilllegung im Jahre 1925. 1909 erfolgte die vollständige gesetzliche Trennung der Dorf- und Kirchengemeinde. Dazu Pfarrer Nümann: „… ein unendlich trauriges Symbol dafür, daß die Einheit von Volkstum und Christentum zerstört war.“ Am 25. Juli 1917 mussten zwei Kirchturm-Glocken aus dem 16. Jh. zu Kriegszwecken abgeliefert werden. Mitten in der Inflationszeit – Anfang der 1920er Jahre – gelang es aber der Gemeinde, für 110.688 Mk. zwei neue Bronzeglocken gießen zu lassen. Sie wurden am 10. Dezember 1922 feierlich eingeweiht. 54 Menschenleben forderte der Erste Weltkrieg. Zu Ehren der Opfer wurde 1925 das Kriegerdenkmal eingeweiht. Der in diesem Jahr eingestellte Erzbergbau schien der Anfang einer großen Arbeitslosigkeit zu werden. Jedoch, vielleicht auch geprägt durch die Politik der Weimarer Republik, wie der Durchbruch der Massenkultur Rundfunk, Kino, Unterhaltungsmusik, avantgardistischen Strömungen in den Künsten u. a. sowie der Durchsetzung vieler infrastruktureller Maßnahmen und günstige Rahmenbedingungen für Investitionen, hielt sich die Arbeitslosigkeit in Grenzen. So wurden ab 1925 eine Vielzahl neuer Wohngebiete erschlossen und gebaut. Auch durch den Bau einer neuen Trassenführung der Rübelandbahn 1930/31, der mit einer verminderten Gleis-Neigung von 1:16 auf 1:37, zwei neuen Tunneln (430 m) und einer dazwischenliegenden 165 m langen Brücke in nur knapp 14 Monaten für einen größeren Transportdurchsatz (460 t statt 180 t) von Rübeland nach Hüttenrode sorgte, verbesserte sich die wirtschaftliche Lage vieler Einwohner. 1928 erfolgte der Abschluss der Elektrifizierung, 1929 der Bau der neuen Wasserleitung, 1932 erfolgte die Weihe des neuen Gemeindefriedhofes am Ortsrand und 1935 die Eröffnung des Freibades Gütte. Durch die vermehrte Bautätigkeit im Ort und in der Umgebung hat sich die Einwohnerzahl von Hüttenrode von 1400 um 1910 auf 1678 im Juli 1933 (zur 800-Jahr-Feier) erhöht.
Mit dem Beginn der Nazizeit änderte sich nicht nur wirtschaftlich so einiges. Ziemlich einzigartig im damaligen Land Braunschweig hatte die Wahl am 6. März 1933 in Hüttenrode ein Ergebnis von KPD:NSDAP:SPD = 296:293:290 ergeben und im Gegensatz zu vielen anderen Orten keine Mehrheit der Nazis. Kaum war die Wahl vorbei, setzte auch ohne Nazimehrheit ein furchtbarer Terror ein, so dass auch letztendlich im Ort (natürlich mit Unterstützung der Regionalpresse) Hakenkreuz und Christuskreuz nebeneinander existierten. Eine Reihe polizeilicher Verordnungen wurden sukzessiv überarbeitet und straffer gefasst. Die Schule wurden mit frisch ausgebildeten Lehrern, die meist auch der SA angehörten, besetzt. Wirtschaftlich ging es aufgrund der anlaufenden Rüstungsindustrie aufwärts:
- Mit dem Bau der BUNA-Werke zur Herstellung künstlichen Kautschuks steigerte sich der Kalkabbau um Hüttenrode enorm.
- Der Bergbau nahm durch das Konsortium Krupp/Hoesch rasch an Fahrt auf. Die verstreut liegenden Reviere um Hüttenrode wurden mit Intensivierung der Abbaumethoden unter dem neuen Namen Braunesumpf zusammengefasst, im nahen Blankenburg der Gießereibetrieb erweitert.[10]
- Im Ort begannen 1935 der Bau eines öffentlichen Freibades sowie etlicher Siedlungshäuser (min. 8) und der Bau eines größeren Umspannwerkes für das Fernstromversorgungsnetzes der Contigas Deutsche Energie-AG Dessau.
- 1939 begannen auch die ersten Erschließungsarbeiten zum Bau des Bodeswerkes, einem ganzen System von Staudämmen im nahen Bodetal, dass neben dem Hochwasserschutz vor allem der Trinkwasserversorgung des mitteldeutschen Raumes dienen sollte. Hüttenrode wurde zum Hauptumschlagsort für alle erforderlichen Baumaterialien. Eigens für den Zementtransport wurde vom Bahnhof Hüttenrode bis zur künftigen Rappbodetalsperre eine Drahtseilbahn gebaut. Ab 1942 ruhte kriegsbedingt der komplette Weiterbau dieses Großprojektes, der aber 1950 wieder aufgenommen und erst in den 1960er Jahren abgeschlossen wurde.

Die Zeit des Zweiten Weltkrieges verlief in Hüttenrode anfangs recht beschaulich. Erst im letzten Kriegsjahr wurde der Krieg direkt und spürbar. Am 16. August 1944 lud ein abgeschossene amerikanische „fliegende Festung“ acht bis zwölf Bomben ab und zerstörte mehrere Häuser und zwei Menschenleben. In den letzten Kriegswochen sollte der Harz durch die Ernennung zur Festung das zentrale Widerstandszentrum der deutschen Wehrmacht werden. Beim Vorrücken der US-Army am 18./19. April 1945 kam es um die Einnahme des Ortes zu erbitterten finalen Kämpfen, insbesondere durch den unkoordinierten Einsatz extrem junger, fanatischer und unvollständig ausgebildeter Kämpfer der Waffen-SS. Die heftigen Kämpfe zwischen SS- und Wehrmachtseinheiten und den einrückenden Amerikanern, teils jeder gegen jeden, forderten allein auf deutscher Seite 48 Menschenleben und die Zerstörung von 13 Wohnhäusern. Die Soldaten wurden auf dem hiesigen Friedhof beigesetzt und deren Gräber werden seit 1990 als Kriegsgräbermahnstätte gepflegt, die amerikanischen „Verluste“ sind nicht bekannt. Infolge der Ereignisse in und um Hüttenrode kam es zur massenhaften Auflösung aller Kampfgruppen und Einheiten der Wehrmacht, so dass tags darauf das „Blankenburger Desaster“ mit der unnötigen Zerstörung der Innenstadt aufgrund nicht vorhandener Befehlsfähigkeit seinen Lauf nahm und die Festung Harz ein Ende fand. Protokolleintragungen des OKW fanden nicht mehr statt. Deshalb kann man in keiner Militärliteratur Europas etwas über die Kämpfe in Hüttenrode finden. 110 Einwohner Hüttenrodes (also mehr als 6 %) verloren durch unmittelbare Kriegseinwirkungen ihr Leben.
Im Nachgang, also nach der totalen Niederlage und der vollständigen Besetzung durch amerikanische, später britische Truppen erfolgte noch ein Gebietstausch innerhalb des Alliierten Kontrollrates mit Wirkung vom 23. Juli 1945, 12:30 UTC zwischen dem britisch und russisch besetzten Gebiet, der ganz besonders auch Hüttenrode betraf: Neben anderen „wird der östlich des Flusses Warme Bode gelegene Teil des ehemaligen Kreises Blankenburg an die russische Zone abgetreten“. Ein Grund dafür: „… dass das Gebiet … nur von einer Straße (Sorge–Tanne) aus (von den Engländern) versorgt wird, die in den Wintermonaten unpassierbar wird, wodurch es den Landkreis zu erhalten … unmöglich wird“.
Von 1970 bis 1993 befand sich auf dem ehemaligen Bergbau-Gelände Braunesumpf die Außenstelle der Betriebsberufsschule Reinhold Julius des Datenverarbeitungszentrums Magdeburg. Hier fand die theoretische Ausbildung auch von Lehrlingen anderer Datenverarbeitungszentren der DDR statt.
Am 1. Januar 2010 wurde die bis dahin selbstständige Gemeinde Hüttenrode im Rahmen der Gebietsreform als Ortsteil neben Heimburg, Cattenstedt, Wienrode, Timmenrode und Derenburg nach Blankenburg (Harz) eingemeindet.

## Wappen und Flagge

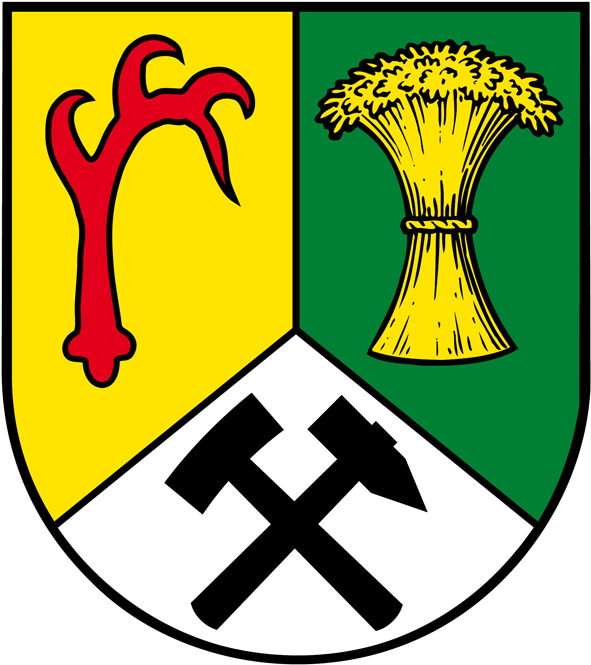
Das Wappen von Hüttenrode

Das Wappen wurde am 26. Juni 2008 durch den Landkreis genehmigt.
Blasonierung: „Durch Göpelschnitt geteilt, vorn in Gold eine aufrechte nach links gebogene rechte rote Hirschstange, hinten in Grün eine goldene Getreidegarbe, unten in Silber ein schwarzes Bergmannsgezähe.“
Die Farben des Ortsteils sind Grün-Gelb.
Das Wappen wurde vom Magdeburger Kommunalheraldiker Jörg Mantzsch gestaltet.
Die Flagge ist grün-gelb (1:1) gestreift (Querform: Streifen waagerecht verlaufend, Längsform: Streifen senkrecht verlaufend) und mittig mit dem Gemeindewappen belegt.

## Kultur und Sehenswürdigkeiten

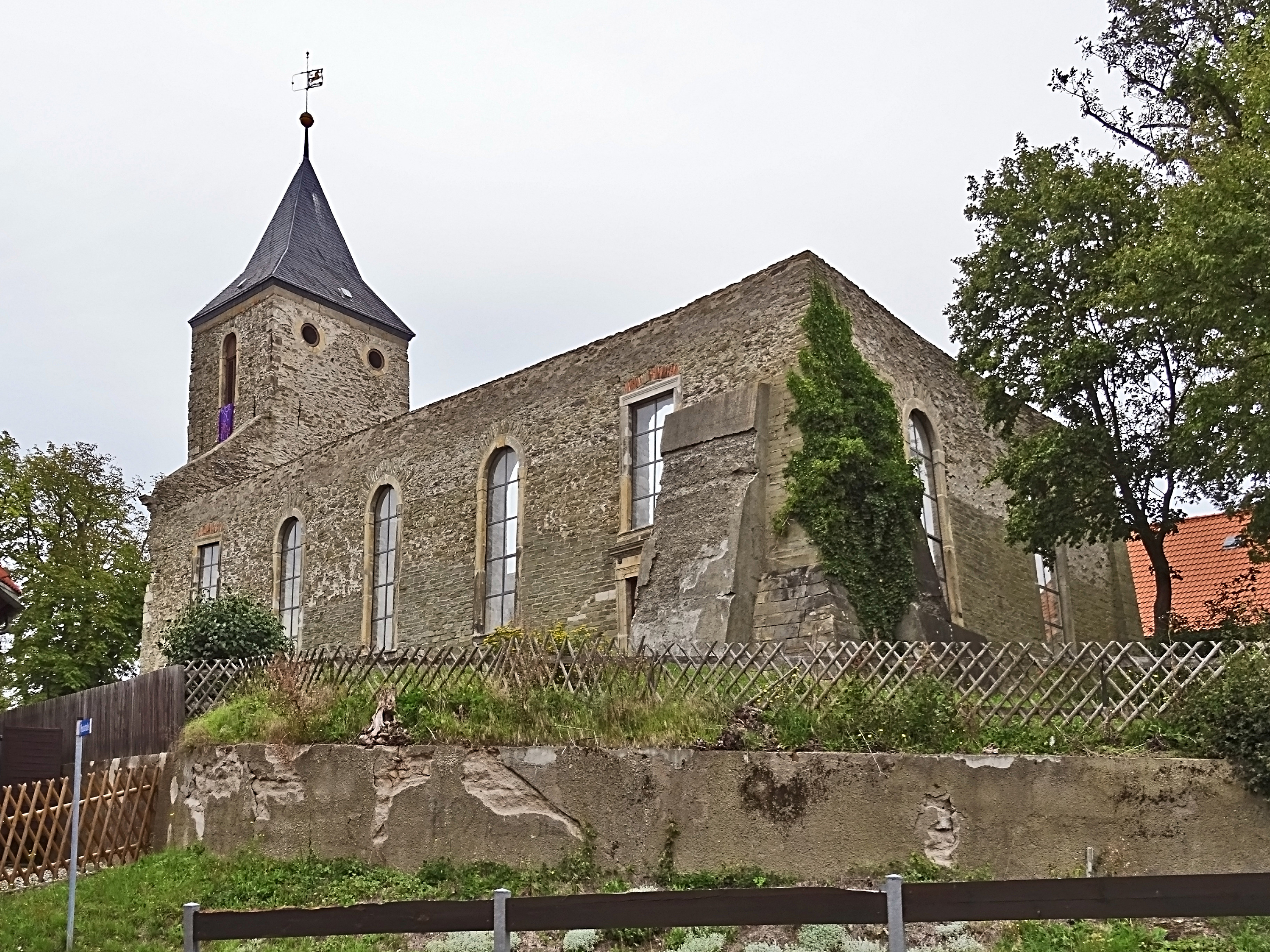
Blick zur Kirchenruine (2023)

### Grasedanz
Der seit 1887 urkundlich belegte und am ersten Wochenende im August gefeierte Grasedanz wurde 2020 in die bundesweite Liste des Immaterielles Kulturerbes aufgenommen. Er wurde als Ausdruck von Lebensfreude in der kargen Gebirgslandschaft von Frauen initiiert, die damit auf ihre harte Arbeit in der Landwirtschaft aufmerksam machten. Dabei wird u. a. unter Aufsicht einer „Frau Hauptmann“ Heu versteigert und die Grasekönigin ausgelost.

### Gedenkstätten
- Große, mit vielen Einzelkreuzen gekennzeichnete Kriegsgräberstätte für im April 1945 gefallene deutsche Soldaten.
- Sowjetischer Ehrenfriedhof für 95 sowjetische Kriegsgefangene, die in den Kalkwerken Rübeland und Piesteritz/Elbingerode des IG-Farben-Konzerns während des Zweiten Weltkrieges Opfer von Zwangsarbeit wurden.